# ارتش ششم (ورماخت)
ارتش ششم (به آلمانی:6. Armee / Armeeoberkommando 6 (AOK 6)) یکی از ارتش‌های میدانی نیروی زمینی آلمان در دوره رایش سوم بود که در جنگ جهانی دوم به عملیات پرداخت. شهرت این یگان غالباً به جهت ایفا کردن نقش اصلی در تهاجم ورماخت به شهر استالینگراد در شوروی بود که در نهایت ضد حمله ارتش سرخ موجب به محاصره افتادن و انهدام آن در این شهر گشت.

## تشکیل
ارتش ششم برای نخستین بار روز ۱۰ اکتبر سال ۱۹۳۹ با تغییر عنوان ارتش دهم، تشکیل شد.

## تاریخچه عملیاتی
ارتش ششم از بدو تشکیل تا ماه آوریل سال ۱۹۴۱ در جبهه غربی جنگ جهانی دوم خدمت کرد. این ارتش نقش ویژه‌ای در تهاجم به بلژیک و فرانسه در سال ۱۹۴۰ داشت. تسخیر قلعه ایبن-ایمائیل یکی از دستاوردهای بزرگ ارتش ششم در این کارزار بود. این ارتش با گذر از کانال آلبرت و رود دیل، پیشروی سریعی در ناحیه فلاندر صورت داد. همچین در رخنه در ناحیه رودهای سم و اوآز مشارکت داشت و قلعه نامور را نیز تصرف کرد. پس از ۹ ماه استقرار در سواحل نرماندی، ماه مه سال ۱۹۴۱ در غالب گروه ارتش آ به نواحی شرقی منتقل شد. هنگام آغاز عملیات بارباروسا، تهاجم آلمان به شوروی در ماه ژوئن سال ۱۹۴۱، بخشی از گروه ارتش جنوب بود. پس از رزم در ناحیه گالیسیا، در شمال غربی ژیتومیر به استحکامات خط استالین یورش برد. ارتش ششم از رود دنیپر گذشت و در تسخیر کی‌یف سهیم بود. در طول رود دونتس پیش رفت و خود را به خارکوف و بلگورود رساند. در این زمان ضد حملات ارتش سرخ و زمستان روسیه موجب توقف تهاجم آلمانی‌ها شد. این ارتش یکی از عمده‌ترین آرایش‌های آلمانی حاضر در مورد آبی، تهاجم بزرگ تابستان سال ۱۹۴۲، به حساب می‌آمد. ماه ژوئیه گروه ارتش جنوب به گروه ارتش ب تغییر عنوان داد. ارتش ششم تا ماه نوامبر با این گروه ارتش باقی ماند. این ارتش از ماه اوت درگیر تلاش ناموفق چند ماهه برای سلطه بر استالینگراد بود. اواخر ماه نوامبر آرایش جدیدی با عنوان گروه ارتش دن تشکیل شد که ارتش ششم نیز بخشی از آن بود. به هر صورت این ارتش در ناحیه استالینگراد به محاصره دشمن افتاد و در ماه فوریه سال ۱۹۴۳ منهدم شد.
ارتش ششم دیگری این بار اوایل ماه مارس سال ۱۹۴۳ در جنوب فرانسه بر پایه گروه‌رزمی هولیت با غالباً قوای رومانیایی تشکیل گشت. این ارتش مابقی عمر عملیاتی خود را مداوما در حالت تدافعی در جبهه شرقی گذراند. تا ماه فوریه سال بعد با رزم در نواحی دن و دونتس بخشی از گروه ارتش جنوب بود. پس از مدت کوتاهی الحاق به گروه ارتش مرکز در ماه مارس سال ۱۹۴۴، مجدداً به تحت امر گروه ارتش جنوب که هم‌اینک به گروه ارتش شمال اوکراین تغییر عنوان داده بود، بازگشت. تا ماه اکتبر با عقب نشستن به پشت رود دنیپر با این گروه ارتش در دفاع از مناطق کریووی روگ و نیکولایف به نبرد پرداخت تا این که به آرایش جدید گروه ارتش جنوب ملحق گردید و تا ماه آوریل سال ۱۹۴۵ با آن ماند. این ماه گروه ارتش جنوب به عنوان غیررسمی گروه ارتش اوستمارک تغییر نام داد. ارتش ششم با عقب‌نشینی مداوم به بسارابی، ناحیه بوداپست و آلپ شرقی، تا پایان جنگ بخشی از این آرایش بود.

## فرماندهان
| تصویر      | نام                        | درجه                                                                                                 | آغاز فرماندهی  | پایان فرماندهی |
| ---------- | -------------------------- | --- | -------------- | -------------- |
| تشکیل نخست |                            | |                |                |
|            | والتر فون رایشناو          | انتصاب با درجه ارتشبد ترفیع به درجه فیلدمارشال (۱۹ ژوئیه ۱۹۴۰)                                       | ۲۰ اکتبر ۱۹۳۹  | ۱۶ ژانویه ۱۹۴۲ |
|            | فریدریش پائولوس            | انتصاب با درجه سپهبد ترفیع به درجه ارتشبد (۳۰ نوامبر ۱۹۴۲) ترفیع به درجه فیلدمارشال (۳۰ ژانویه ۱۹۴۳) | ۲۰ ژانویه ۱۹۴۲ | ۳۱ ژانویه ۱۹۴۳ |
| تشکیل دوم  |                            | |                |                |
| -          | کارل-آدولف هولیت           | انتصاب با درجه سپهبد ترفیع به درجه ارتشبد (۱ سپتامبر ۱۹۴۳)                                           | ۵ مارس ۱۹۴۳    | ۵ مارس ۱۹۴۴    |
|            | یوآخیم لملزن(موقت)         | سپهبد                                                                                                | ۵ مارس ۱۹۴۴    | ۲۵ مارس ۱۹۴۴   |
| -          | زیگفریت هاینریکی           | سپهبد                                                                                                | ۲۵ مارس ۱۹۴۴   | ۷ آوریل ۱۹۴۴   |
|            | ماکسیمیلیان د آنگلیس(موقت) | سپهبد                                                                                                | ۸ آوریل ۱۹۴۴   | ۱۷ ژوئیه ۱۹۴۴  |
| -          | ماکسیمیلیان فرتر-پیکو      | سپهبد                                                                                                | ۱۷ ژوئیه ۱۹۴۴  | ۲۲ دسامبر ۱۹۴۴ |
|            | هرمان بالک                 | سپهبد                                                                                                | ۲۳ دسامبر ۱۹۴۴ | ۷ مه ۱۹۴۵      |

## سازمان
- هنگام آغاز عملیات بارباروسا، اواخر ژوئن ۱۹۴۱:[۴]
  - سپاه ۱۷
  - سپاه ۲۹
  - سپاه ۴۴
  - سپاه ۵۵
  - ذخیره:
    - لشکر صدوشصت‌وهشتم پیاده‌نظام
    - لشکر دویست‌وسیزدهم امنیت
- هنگام آغاز نبرد استالینگراد، اواخر سپتامبر ۱۹۴۲[۵]:
  - سپاه ۵ رومانی
  - سپاه ۸
  - سپاه ۱۱
  - سپاه ۱۴ زرهی
  - سپاه ۱۷
  - سپاه ۴۸ زرهی
  - سپاه ۵۱
- هنگام تشکیل مجدد، اواسط مارس ۱۹۴۳[۶]:
  - سپاه ۱۷
  - سپاه ۲۴ زرهی
  - سپاه ۲۹
  - گروه میت
  - لشکر بیست‌وسوم زرهی
  - ذخیره:
    - لشکر هفتادونهم پیاده‌نظام
- هنگام پایان جنگ، اوایل مه ۱۹۴۵[۷]:
  - سپاه ۴ زرهی اس‌اس
  - لشکر نهم یگر کوهستان